# Course rating
De course rating is een term uit de golfsport.
Het is een beoordeling van de moeilijkheidsgraad van een baan voor een 0-handicapspeler, onder normale baan- en weersomstandigheden. De course rating (CR) wordt uitgedrukt in het aantal benodigde slagen tot één decimaal nauwkeurig. De CR is afhankelijk van de lengte van de baan en de hindernissen op de baan die de score van een 0-handicapspeler zouden kunnen beïnvloeden.
De CR van een baan wordt afzonderlijk berekend voor heren en dames, alsook voor medal- en backtees. De CR is een meer accurate beoordeling van de baan dan de par; twee golfbanen met eenzelfde par kunnen een verschillende CR hebben.